# Fagaropsis hildebrandtii
Fagaropsis hildebrandtii är en vinruteväxtart som först beskrevs av Adolf Engler, och fick sitt nu gällande namn av Milne-redhead. Fagaropsis hildebrandtii ingår i släktet Fagaropsis och familjen vinruteväxter. Inga underarter finns listade i Catalogue of Life.